# Múi giờ Thái Bình Dương

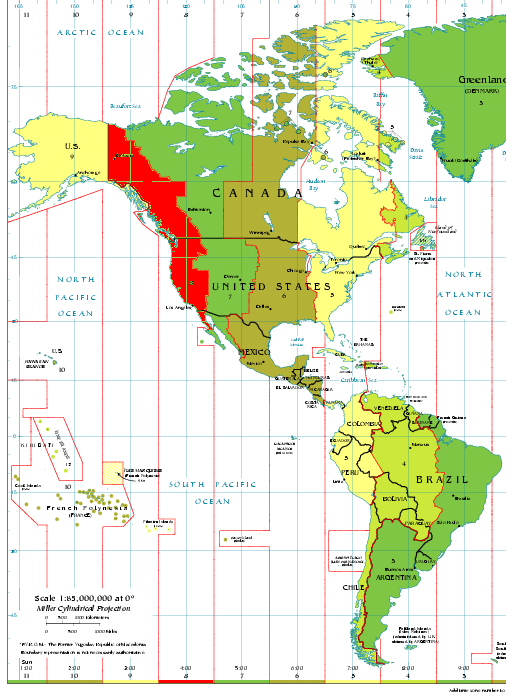
Giờ chuẩn Thái Bình Dương là UTC-8 được tô màu đỏ.

Múi giờ Thái Bình Dương là giờ tính bằng cách lấy Giờ phối hợp quốc tế (UTC) trừ đi 8 tiếng. Múi giờ này dựa theo Thời gian Mặt trời trung bình của kinh tuyến 120 độ phía tây Đài quan sát Greenwich. Trong thời gian dùng giờ tiết kiệm ánh sáng ngày, múi giờ này được chỉnh thành UTC-7. Giờ phối hợp quốc tế cũng còn được gọi là Giờ trung bình Greenwich (GMT).
Tại Hoa Kỳ và Canada, múi giờ này được gọi là Giờ Thái Bình Dương (Pacific Timezone - PT). Chi tiết là Giờ chuẩn Thái Bình Dương (Pacific Standard Time - PST) khi áp dụng giờ chuẩn trong mùa thu và mùa đông, được gọi là Giờ ánh sáng ngày Thái Bình Dương (Pacific Daylight Time - PDT) khi áp dụng giờ tiết kiệm ánh sáng ngày trong mùa xuân, hè, và đầu mùa thu.
Múi giờ này đi trước Múi giờ Alaska 1 tiếng, đi sau Múi giờ miền núi một tiếng và sau Múi giờ miền Đông 3 tiếng.
Tại Hoa Kỳ, các tiểu bang Washington và California nằm hoàn toàn trong Múi giờ Thái Bình Dương. Gần như cả Nevada, trừ các thị trấn West Wendover và Jackpot, là thuộc Múi giờ Thái Bình Dương. Ngoài ra, phần phía bắc của Idaho (Vùng Cán chảo Idaho) và tất cả Oregon trừ phần lớn của Quận Malheur cũng nằm trong múi giờ này. Chi tiết chính xác về vị trí của múi giờ và đường phân chia giữa các múi giờ được công bố trong Mã Quy định Liên bang (Code of Federal Regulations).
Tại Canada, Giờ chuẩn Thái Bình Dương bao gồm gần như toàn bộ tỉnh bang British Columbia (trừ hành lang Xa lộ 95 và các vùng quanh Fort St. John), tất cả Lãnh thổ Yukon và Tungsten thuộc Northwest Territories.
Tại México, tiểu bang Baja California hoàn toàn nằm bên trong và phần duy nhất của Mexico nằm trong Giờ chuẩn Thái Bình Dương.
Đa số trong múi giờ Thái Bình Dương áp dụng Giờ ánh sáng ngày Thái Bình Dương (PDT, UTC-7) trong các tháng mùa hè, trừ những khu vực xung quanh Dawson Creek và Creston tại British Columbia. Cũng nên nói là trong các tháng mùa hè, phần lớn bang Arizona áp dụng giờ miền núi nhưng không áp dụng Giờ tiết kiệm ánh sáng ngày nên có giờ như giờ của các bang lân cận ở phía tây đang áp dụng Giờ ánh sáng ngày Thái Bình Dương.
Trong năm 2006, giờ địa phương (Giờ chuẩn Thái Bình Dương, UTC-8) đổi sang Giờ ánh sáng ngày Thái Bình Dương (UTC-7) lúc 02:00 sáng (ngay lúc đó thành 03:00 sáng) ngày chủ nhật đầu tiên của tháng tư, và trở về giờ chuẩn lúc 02:00 sáng (ngay lúc đó thành 01:00 sáng) ngày chủ nhật cuối cùng của tháng 10.
Bắt đầu năm 2007, giờ địa phương (Giờ chuẩn Thái Bình Dương, UTC-8) đổi sang Giờ ánh sáng ngày Thái Bình Dương (UTC-7) lúc 02:00 sáng (ngay lúc đó thành 03:00 sáng) ngày chủ nhật lần thứ hai của tháng 3, và trở về giờ chuẩn lúc 02:00 sáng (ngay lúc đó thành 01:00 sáng) ngày chủ nhật đầu tiên của tháng 11, trừ tại Mexico các ngày đổi giờ vẫn giữ như trước.

## Các thành phố chính
Trên 1.000.000 cư dân
- Los Angeles, California
- San Diego, California
- Tijuana, Baja California

Trên 700.000 cư dân
- San Francisco, California
- San Jose, California
- Mexicali, Baja California

Trên 400.000 cư dân
- Las Vegas, Nevada
- Fresno, California
- Long Beach, California
- Oakland, California
- Portland, Oregon
- Seattle, Washington
- Sacramento, California
- Vancouver, British Columbia

Trên 200.000 cư dân
- Anaheim, California
- Bakersfield, California
- Ensenada, Baja California
- Fremont, California
- Modesto, California
- Reno, Nevada
- Riverside, California
- Santa Ana, California
- Spokane, Washington
- Stockton, California
- Tacoma, Washington
- Victoria, British Columbia